# Saint-Aubin-de-Terregatte

Saint-Aubin-de-Terregatte este o comună în departamentul Manche, Franța. În 1 ianuarie 2022 avea o populație de 651 de locuitori.